# Gottfried Ludolf Camphausen
Gottfried Ludolf Camphausen (ur. 10 stycznia 1803, zm. 3 grudnia 1890) – pruski polityk, premier (Ministerpräsident) w okresie Wiosny Ludów.